# Деркеуць
Деркеуць (рум. Dărcăuţi) — село в Молдові у Сороцькому районі. Є центром однойменної комуни, до складу якої входять села Новий Деркеуць та Малкауць.
Населення — близько 1200 чол.